# ISO 3166-2
ISO 3166-2 je druhou částí standardu ISO 3166. Jedná se o systém geokódování sloužící pro označení územních jednotek států a závislých území. Účelem standardu je vytvořit jednotný seznam zkratek území, pro použití na balících, kontejnerech a všude tam, kde může krátký alfanumerický kód místo plného názvu místa rychle a stručně toto místo určit.

## Počet záznamů
Okolo 3700.

## Formát
ISO 3166-2 kódy sestávají ze dvou částí, oddělených „-“. První část je ISO 3166-1 alpha-2 code element, druhá část je abecední nebo číselná a má jedno, dvě nebo tři místa. Druhá část je často založena na národním standardu.

## Změny
Agentura pro údržbu ISO 3166 (ISO 3166/MA) aktualizovala v případě potřeby ISO 3166-2 ohlášením ve věstníku. Většina změn se týká drobných oprav a změn správního členění.
| Vydání / Věstník                                                                                    | Datum vydání                     | Dotčené položky |
| --------------------------------------------------------------------------------------------------- | -------------------------------- | --- |
| ISO 3166-2:1998                                                                                     | 1998-12-20                       | První vydání ISO 3166-2 |
| Věstník I-1                                                                                         | 2000-06-21                       | BY, CA, DO, ER, ES, IT, KR, NG, PL, RO, RU, TR, VN, YU |
| http://www.iso.org/iso/iso_3166-2_newsletter_i-2_en.pdf Archivováno 31. 1. 2012 na Wayback Machine. | 2002-05-21                       | AE, AL, AO, AZ, BD, BG, BJ, CA, CD, CN, CV, CZ, ES, FR, GB, GE, GN, GT, HR, ID, IN, IR, KZ, LA, MA, MD, MW, NI, PH, TR, UZ, VN |
| Věstník I-3 Archivováno 18. 12. 2008 na Wayback Machine.                                            | 2002-08-20                       | AE, CZ, IN, KZ, MD, MO, PS (nová položka), TP (změněno na TL), UG |
| http://www.iso.org/iso/iso_3166-2_newsletter_i-4_en.pdf Archivováno 6. 6. 2011 na Wayback Machine.  | 2002-12-10                       | BI, CA, EC, ES, ET, GE, ID, IN, KG, KH, KP, KZ, LA, MD, MU, RO, SI, TJ, TL, TM, TW, UZ, VE, YE |
| Věstník I-5 Archivováno 18. 12. 2008 na Wayback Machine.                                            | 2003-09-05                       | BW, CH, CZ, LY, MY, SN, TN, TZ, UG, VE, YU (změněno na CS) |
| http://www.iso.org/iso/iso_3166-2_newsletter_i-6_en.pdf Archivováno 12. 1. 2012 na Wayback Machine. | 2004-03-08                       | AF, AL, AU, CN, CO, ID, KP, MA, TN, ZA |
| http://www.iso.org/iso/iso_3166-2_newsletter_i-7_en.pdf Archivováno 6. 6. 2011 na Wayback Machine.  | 2005-09-13                       | AF, DJ, ID, RU, SI, VN |
| http://www.iso.org/iso/iso_3166-2_newsletter_i-8_en.pdf Archivováno 30. 3. 2012 na Wayback Machine. | 2007-04-17                       | AD, AG, BB, BH, CI, CS (smazáno), DM, GB, GD, GG (nová položka), IM (nová položka), IR, IT, JE (nová položka), KN, LI, ME (nová položka), MK, NR, PW, RS (nová položka), RU, RW, SB, SC, SM, TD, TO, TV, VC                                                                          |
| Věstník I-9                                                                                         | 2007-11-28                       | BG, BL (nová položka), CZ, FR, GB, GE, LB, MF (nová položka), MK, MT, RU, SD, SG, UG, ZA |
| ISO 3166-2:2007                                                                                     | 2007-12-13                       | Druhé vydání ISO 3166-2 (tyto změny nebyly ohlášeny věstníkem) BA, DK, DO, EG, GN, HT, KE, KW, LC, LR, TV, YE, ZA |
| Věstník II-1                                                                                        | 2010-02-03 (opraveno 2010-02-19) | AL, BO, CZ, ES, FR, GN, GR, GW, ID, IE, IT, KN, KP, LK, MA, MH, NP, RS, UG, VE |
| Věstník II-2                                                                                        | 2010-06-30                       | AG, AR, BA, BF, BI, BS, BY, CF, CL, CV, EC, EG, GB, GL, HU, IT, KE, KM, LY, MD, MW, NG, NZ, OM, PA, PE, PH, RU, SC, SH, SI, SN, TD, TM, YE |
| Věstník II-3                                                                                        | 2011-12-13 (opraveno 2011-12-15) | AF, AN (smazáno), AW, AZ, BD, BE, BG, BQ (nová položka), BS, CV, CW (nová položka), DJ, DK, ER, FI, FR, GB, GQ, HN, HR, HT, ID, IE, IN, JO, KW, LS, LV, MC, ME, MK, MM, MV, NL, NO, NP, NR, PG, PK, PL, PS, QA, SA, SD, SE, SH, SS (nová položka), SX (nová položka), TL, TN, TR, VN |
| ISO 3166-2:2013                                                                                     | 2013-11-19                       | Třetí vydání ISO 3166-2 (od tohoto vydání jsou změny publikovány výhradně v online katalogu, již nevycházejí věstníky). |

## Seznam kódů
Pro nalezení ISO 3166-2 kódu pro každou zemi použij ISO 3166-1, seznam zemí. Pokud znáte dvoupísmenné kódy zemí (podobné internetovým kódům zemí), můžete hned použít níže uvedenou tabulku.
Dostanete se na článek jako ISO 3166-2:XX, kde XX značí ISO 3166-1 kód, např. ISO 3166-2:AU obsahuje seznam kódů pro Austrálii.

## Tabulka s odkazy na kódy
Formát kódů ISO 3166-2 je v každé zemi jiný. Kódy mohou obsahovat písmena nebo číslice i jejich kombinace, jejich délka se také liší. V tabulce jsou uvedeny kódy u těch zemí, které je mají zavedeny.
| délka             | písmena | čísla | písmena i čísla                                        |
| ----------------- | --- | --- | ------------------------------------------------------ |
| 1 znak            | AR, BO, FJ, GM, KI, KM, LS, LU, MG, SL, ST, TG, TM, VE Pouze správní jednotky první úrovně: BD, CV, FR, GN, GQ, GR, GW, KN, MH, MW, NZ, UG | AT, GA, IS, NE Pouze správní jednotky první úrovně: LK, NP |                                                        |
| 2 znaky           | AE, AM, BI, BJ, BN, BQ, BR, BS, BW, BY, CA, CD, CH, CL, CM, DE, DJ, ER, ET, GE, GH, GL, GT, GY, HN, HT, HU, ID, IN, IQ, JO, KW, LA, LB, LR, LT, LY, MC, MD, MU, NA, NG, NI, OM, PK, PL, QA, SB, SD, SH, SK, SN, SO, SR, SS, SV, SY, SZ, TD, TJ, TL, US, UY, UZ, WS, YE, ZA, ZW Pouze správní jednotky první úrovně: CZ, RS Pouze správní jednotky druhé úrovně: AL, CV, GN, GQ, GW, IT, MW, NP | AD, AG, BB, BG, BH, CI, CN, CU, CY, DK, DM, DO, DZ, EE, FI, GD, HR, IR, JM, JP, KP, KR, LC, LI, ME, MK, MM, MT, MY, NO, NR, PT, RW, SA, SC, SG, SM, TN, TO, TR, TZ, UA, UM, VC, ZM Pouze správní jednotky první úrovně: AL, BF, IT, MA, PH Pouze správní jednotky druhé úrovně: BA, BD, KN, LK, RS | BT, MV, VN Pouze správní jednotky druhé úrovně: FR, GR |
| 3 znaky           | AF, AO, BE, FM, GB, KZ, MX, PE, PG, PS, TT, TV, TW, VU Pouze správní jednotky první úrovně: BA Pouze správní jednotky druhé úrovně: BF, MA, MH, NZ, PH | KE, PW, SI Pouze správní jednotky druhé úrovně: UG | Pouze správní jednotky druhé úrovně: CZ                |
| 1 nebo 2 znaky    | CR, EC, ES, IE, IL, KG, RO, SE | KH | PA, TH                                                 |
| 2 nebo 3 znaky    | AU, AZ, BZ, CF, CO, RU | | LV, MR, NL                                             |
| 1 nebo 3 znaky    | MZ | MN | ML                                                     |
| 1, 2 nebo 3 znaky | EG | | CG, PY                                                 |